# USS Carl Vinson (CVN-70)
«Карл Винсон» (англ. USS Carl Vinson (CVN-70)) — американский авианосец, третий корабль типа «Нимиц». Назван в честь Карла Винсона, американского конгрессмена от штата Джорджия.
Карл Винсон, будучи в течение пятидесяти лет конгрессменом, 29 лет являлся председателем Военно-морского комитета и Комитета по делам вооружённых сил. Он стал одним из немногих американцев, в честь которых при жизни был назван корабль.

## История
Авианосец был заложен 11 октября 1975 года, спущен на воду 15 марта 1980 года, введён в состав флота 13 мая 1982 года.
В 1982—1989 гг. корабль совершил несколько походов, его основным местом службы был Тихий и Индийский океан, несколько раз он заходил на дежурство в Персидский залив, осуществлял охрану танкеров. В 1985 году экипаж одного из F-14 с «Карла Винсона» принял участие в съёмках фильма «Лучший стрелок». Также упоминается в фильме «В тылу врага» (2001), но, вероятно, в фильме использованы съемки другого авианосца.
В 1995 году принимал участие в Тихом океане в церемонии по случаю 50-летия победы во Второй мировой войне. Во время празднеств авианосец посетил президент Билл Клинтон.
C 2001 года участвует в операциях в Афганистане, а с 2003 — в войне в Ираке.
В мае 2011 года после ликвидации Усамы бен Ладена спецподразделениями США его тело было доставлено на «Карл Винсон» и погребено в водах Аравийского моря.
11 ноября 2011 года на полётной палубе авианосца был проведён официальный матч студенческого чемпионата США по баскетболу между командами Университета Северной Каролины и Университета штата Мичиган. На игре в числе 8111 зрителей присутствовал и президент США Барак Обама с супругой.
В 2005—2009 гг. прошёл ремонт и модернизацию с заменой ядерного топлива.

## Происшествия
25 января 2022 г. при посадке на авианосец в Южно-Китайском море потерпел крушение истребитель F-35. Лётчик сумел катапультироваться и был спасён. Пострадали семь моряков.